# I Shot the Sheriff
I Shot the Sheriff – utwór muzyczny jamajskiego piosenkarza Boba Marleya i jego zespołu The Wailers, wydany w 1973 na albumie grupy pt. Burnin’ (1973).
Marley tłumaczył, że głównym przesłaniem tekstu piosenki jest niegodziwość i chęć sprawiedliwości. Utwór uchodzi za protest song o zabójstwie w samoobronie. W 2012 Esther Anderson, była partnerka życiowa Marleya, stwierdziła w wywiadzie, że tekst piosenki dotyczy antykoncepcji.
Eric Clapton nagrał soft rockowy cover piosenki na swój album pt. 461 Ocean Boulevard (1974). Wersja Claptona uchodzi za znaczącą w popularyzacji twórczości Marleya oraz muzyki reggae na świecie. Piosenka dotarła do pierwszego miejsca na amerykańskiej liście Billboard Hot 100, a w 2003 została umieszczona w Grammy Hall of Fame. Swoje wersje piosenki nagrali również m.in. Ken Boothe, Byron Lee and the Dragonaires, Light Of The World i Warren G.